# スティッヒルン
スティッヒルン（独：Sticheln、シュティッヒルン・シュティヒェルンとも）はカードゲームのひとつ。トリックテイキングゲームに属する。作者はクラウス・パレーシュ(de)。対象人数は3 - 6人。

## カード
6色（赤・黄色・青・緑・紫・灰色）の0 - 14のカード90枚を用いる。
使用するカード
- 3人 - 5色の0 - 8のカード（45枚）
- 4人 - 5色の0 - 11のカード（60枚）
- 5人 - 5色の0 - 14のカード（75枚）
- 6人 - 6色の0 - 14のカード（90枚）

5人以下のときは灰色のカードを全て除く。

## ゲーム進行
ハーツに似たゲームだが、マイナス点となる色（スート）は自分で決める。1人につき15枚のカードが配られたら、マイナス点となる色のカードを各自1枚ずつ裏向きにして出す。カードを全員が伏せたのちに、カードは公開されるため、誰が何色を減点とするかは全プレイヤーが分かるようになっている。なお、このカードの数値もマイナス点に含められる。
そしてディーラーの左隣のプレイヤーが最初のリードを行ってトリックテイキングを始めるが、リードされたカードと同じ色のカードを必ずしも出さなくてもよい（メイフォロー）。最強のカードを出したプレイヤーがトリックの勝者となり、全員のカードを取得する。トリックの勝者が次回のリードを行う。これを14回繰り返す。

## カードの強弱
出されたカードが全て同色の場合、最大の数値のカードを出した者がトリックの勝者となる。また、0以外のカードが全て同色の場合も、最大の数値のカードを出した者がトリックの勝者となる。
0以外の、リードされたカードの色と異なる色のカードが出た場合は、その色の中で最大の数値のカードを出した者がトリックの勝者となる。つまり、リードされたカード以外のすべての色が切り札として扱われる。最大の数値のカードが複数ある場合は、先に出した者がトリックの勝者となる。
全ての色の0のカードに関しては、必ず負けるカードとなっている。上記にあるように、0がリードされた色と異なる色であっても0がトリックの勝者となることは無い。なお、全員が0を出した場合、そのトリックは勝者無しとして扱われ、リードする者を変えずに次のトリックを行う。

## 得点計算
取得したカードのうちマイナス点以外の色のカードが1枚につきプラス1点となり、マイナス点の色のカードは数値がマイナス点となる。
規定回数は特に定められていないが、最終的に得点の最も高いプレイヤーが勝者となる(後述の日本語版では、プレイヤー人数と同じだけのラウンドと表記されている)。

## 旧バージョン
アミーゴ社から出されていた旧バージョンは、対象人数は3 - 8人であり、6色（赤・青・緑・黄色・茶色・紫）の0 - 18のカード114枚を用いるところが異なる。デザインも異なる。
使用するカード
- 3人 - 5色の0 - 8のカード（45枚）
- 4人 - 5色の0 - 11のカード（60枚）
- 5人 - 5色の0 - 14のカード（75枚）
- 6人 - 6色の0 - 14のカード（90枚）
- 7人 - 6色の0 - 17のカード（108枚）
- 8人 - 6色の0 - 18のカード（114枚）

5人以下のときは紫のカードを全て除く。最初に配られるカードの枚数は1人につき15枚（8人のときは14枚）である。

## 日本語版
2023年に、数寄ゲームズから日本語版が発売された。NSV社版(本項目で初めに説明されたカード構成の物。)をベースに、説明書、外箱を日本語化したものとなる。カードや箱のデザインに変更はほとんど見られない。なお、本項目は「スティッヒルン」と記述しているが、このバージョンでの日本語タイトルは「シュティッヒルン」となっている。
日本語版では、新たにバリアントルールが1つ追加されている。加えて、数寄ゲームスの公式通販から入手することで、6種類のバリアントルールが記載されたカードを入手できる。前述の旧バージョンであるアミーゴ社版にもバリアントルールは存在したが、それらとは異なるルールが収録されている。